# Колыма — Омсукчан — Омолон — Анадырь
Автодорога Колыма — Омсукчан — Омолон — Анадырь — строящаяся на территории Магаданской области и Чукотского автономного округа трасса от автодороги Р504 «Колыма» до города Анадырь с подъездами к Билибино, Комсомольскому и Эгвекиноту. На территории Магаданской области имеет номер 44Н-3. На территории Чукотского АО существующие отрезки имеют номер 77К-022. Новая автотрасса обеспечит круглогодичную связь Чукотского АО с остальной территорией России.
Строительство автодороги в Чукотском АО началось в 2012 году, в Магаданской области — в 2015 году.

## Маршрут
Трасса начинается от федеральной автодороги Р504 «Колыма», проходит через посёлок Омсукчан, сёла Омолон, Илирней, посёлок Паляваам, далее по существующему зимнику продлённого срока эксплуатации до месторождения Валунистое, где поворачивает на юг в сторону Анадыря. Общая длина составляет около 2300 километров, из которых 829 проходит по Магаданской области, а около 1400 — по Чукотскому автономному округу.

## Характеристика дороги
Дорога имеет низшую, V техническую категорию, без асфальтобетонного покрытия. Дорожное полотно будет обрабатываться связующими добавками, повышающими стойкость верхнего слоя. Ширина однополосной проезжей части составляет 4,5 метра, для разъезда встречного автотранспорта устраиваются специальные площадки. Обочины оборудуют снегозащитными ограждениями, сигнальными столбиками и дорожными знаками. Максимальная скорость ограничена 60 км/ч.

## Особенности строительства дороги
Вся трасса проходит по территории, скованной вечной мерзлотой. Поэтому отсыпка полотна производится без нарушения целостности мохо-растительного слоя тундры, являющимся хорошим теплоизолятором, не допускающим оттайки верхнего слоя мерзлоты, что может привести к разрушению дороги. На болотистых участках дополнительно применяются геотекстильные материалы и георешётки; откосы насыпи и кюветы укрепляются многоячеичными матрацами. Грунт для устройства земляного полотна добывается в придорожных карьерах, при этом в некоторых местах разработка осуществляется буровзрывным методом. Материалы для устройства искусственных сооружений завозятся в период летней морской навигации из центральных районов страны.
Из-за экстремальных климатических условий в ходе работ строительство приостанавливалось летом в период обильных дождей, а также зимой в случаях особо низкой температуры воздуха и сильной пурге.

## Дорога «Колыма — Омсукчан — Омолон»
Строящаяся автомобильная дорога «Колыма-Омсукчан-Омолон-Анадырь» на территории Магаданской области начинается на ответвлении от федеральной автомобильной дороги Колыма Р-504 км 1714/0 км и проходит по существующей автомобильной дороге общего пользования межмуниципального значения «Герба-Омсукчан» км 0- км 257, продолжением которой является зимник Омсукчан-Кубака, далее является строящейся до Омолона.
Протяженность дороги на территории Магаданской области составляет 829 км, из которых 256 км — существующая трасса «Герба — Омсукчан», еще 573 км — строящаяся от Омсукчана до Омолона.
| Участок дороги                      | км      | Годы      | Исполнитель       | Затраты   | Описание |
| ----------------------------------- | ------- | --------- | ----------------- | --------- | --- |
| Трасса «Герба — Омсукчан»           | 0-256   | неизв.    | —                 | —         | в период 2016—2017 годов выполнена реконструкция участка км 20- км 46 протяженностью 26 км в два этапа, в том числе в 2017 году второй этап км 33 — км 41 протяженностью 8 км; завершено строительство мостов Останцовый и Хунгандя. В 2018 году планируется начало реконструкции участка км 241 — км 256, протяженностью 15 км, проектная документация разработана и направлена на проверку в экспертизу. |
| пгт Омсукчан                        | 256     | —         | —                 | —         | — |
| Участок «Колыма — Чукотка», 25,3 км | 256-281 | 2015-2017 | ООО «СК Стройдор» | 1,53 млрд | Участок трассы с 256-го км по 281-й км начали строить в феврале 2015 года. В октябре 2017-го строительство первого участка «Колыма — Чукотка» было завершено, протяженность трассы составила 25,3 км.. В 2018 году, через год после сдачи дороги, было выявлено, что: поверхность дороги «Колыма — Чукотка» мягкая, полотно ползёт, часть дорожного полотна уже разрушена, эксплуатация дороги представляет опасность. Дорога находится на гарантийном обслуживании ООО «СК Стройдор». В 2018 году следователями СУ УМВД России по Магаданской области возбуждено уголовное дело по признакам преступления, предусмотренного частью 3 статьи 159 Уголовного кодекса Российской Федерации (мошенничество). В результате испытаний строительной продукции, на участке протяженностью 500 метров в районе моста через ручей Индустриальный, было выявлено отсутствие гидроизолирующего компонента. |
| Участок                             | 281-296 | неосв.    | —                 | —         | В 2020 году для продолжения строительства разработана проектная документация и направлена в экспертизу |
| Участок                             | 296-829 | неосв.    | —                 | —         | — |
| с. Омолон                           | 829     | —         | —                 | —         | — |

## Дорога «Омолон — Анадырь»
В связи с освоением Баимской рудной зоны и, в частности, месторождения Песчанка, освоение дороги «Омолон-Анадырь», а именно его отрезка от 500-го до 835 километра (ответвление к бывшему поселку Комсомольскому и г. Певек) проводится в приоритетном порядке с последующей экономической отдачей.
| Участок дороги                                                   | км        | Годы        | Исполнитель            | Затраты    | Описание |
| ---------------------------------------------------------------- | --------- | ----------- | ---------------------- | ---------- | --- |
| с. Омолон                                                        | 0         | —           | —                      | —          | — |
| Участок                                                          | 470-485   | 2019-(2021) | ООО «Спецстроймонтаж»  | 1,15 млрд  | |
| Участок                                                          | 485-500   | 2019-2021   | ООО «Спецстроймонтаж»  | 0,877 млрд | |
| Мостовой переход р. Малый Анюй 67°15′12″ с. ш. 167°58′19″ в. д.  | 502       | 2016-2019   | ООО «Спецстроймонтаж»  | 2,8 млрд   | Тендер проведен в 2015 г.. «Спецстроймонтаж» стал единственным участником тендера. Протяженность мостового перехода вместе с подходами составит 3,2 км, он будет относиться к V технической категории с 1 полосой движения шириной 4,5 м, тип дорожной одежды — «низший» (грунтовка — ИФ). Расчетная скорость движения — 40-60 км/ч. Длина самого моста составит 283 м, ширина — 6,5 м, опоры — железобетонные, пролеты — металлические. 11 сентября 2019 года был открыт мост через реку Малый Анюй. Протяженность мостового перехода составила 3,161 км. Из них длина моста — 283,27 погонных метров. Переправа, расположенная в административных границах национального села Илирней, является одним из ключевых участков межрегиональной дороги, которая должна обеспечить круглогодичную транспортную связь Чукотки с дорожной сетью Дальнего Востока России, а также выход на морской порт круглогодичного действия Магадан. . Мост через реку Малый Анюй находится на 502-м км автодороги «Колыма-Омсукчан-Омолон-Анадырь» . |
| Участок                                                          | 503-537   | 2014-2016   | ООО «Спецстроймонтаж»  | 1,35 млрд  | |
| Мостовой переход р. Илирнейвеем 67°25′43″ с. ш. 168°38′10″ в. д. | 539       | 2015-2017   | ООО «Спецстроймонтаж»  | 0,93 млрд  | В октябре 2017 года завершено строительство двух объектов — мостового перехода через реку Илирнейвеем и участка автодороги общей протяжённостью 35,1 км. Протяженность мостового перехода вместе с подходами составляет 1,6 км, собственно моста 115,730 м, стоимость объекта составила 944,8 млн. рублей. Материал опор моста – железобетон, покрытие моста – цементобетонон относится к V технической категории с 1 полосой движения шириной 4,5 м, тип дорожной одежды — «низший» (грунтовка — ИФ). |
| Участок                                                          | 540-575   | 2017        | ООО «Спецстроймонтаж»  | 1,37 млрд  | |
| Участок                                                          | 575-598.2 | 2012-2014   | ООО «Спецстроймонтаж»  | 1,05 млрд  | |
| Мостовой переход р. Пучевеем 68°01′31″ с. ш. 171°03′05″ в. д.    | 673       | 2018-2021   | ООО «Спецстроймонтаж»  | 1,9 млрд   | В августе 2017 г. Управление автомобильных дорог Чукотского автономного округа объявило аукцион на строительство участка дороги «Колыма — Омсукчан — Омолон — Анадырь» с мостом через реку Пучевеем. Речь идет о строительстве участка от Омолона до Анадыря с подъездными дорогами к Билибино, Комсомольскому и Эгвекиноту, а также мостом через Пучевеем (протекает на территории городского округа Певек) на 673-м км. Протяженность мостового перехода вместе с подходами составит 2,27 км, он будет относиться к V технической категории с 1 полосой движения шириной 4,5 м, тип дорожной одежды — «низший» (грунтовка — ИФ). Расчетная скорость движения — 40-60 км/ч. Длина самого моста составит 261 м, ширина — 6,5 м, опоры — железобетонные, пролеты — металлические. Покрытие дороги должно быть грунтовым с добавлением 25 % щебня. В 2018 году по дороге «Певек — Баимская рудная зона» отсыпали земляное полотно подходов к мосту, закупили и доставили пролетные строения и другие необходимые для строительства материалы. Работы были выполнены на 38 %. Завершить строительство планировали в 2020 году, однако оно было завершено в октябре 2021 года. Средства в сумме около 800 млн рублей, выделенные в 2018 году Чукотскому автономному округу из федерального бюджета, направили на покрытие расходов на строительство мостового перехода через реку Пучевеем дороги Колыма — Омсукчан — Омолон — Анадырь. Мост через реку Пучевеем длиной 2,27 км входит в состав первоочередного участка автомобильной дороги. Строительство этого участка необходимо для сообщения между портом Певек и месторождениями Баимской рудной зоны, освоение которой является приоритетным инвестиционным проектом для региона. |
| Мостовой переход р. Угаткын 68°00′42″ с. ш. 171°19′28″ в. д.     | 684       | 2017-2019   | ООО «Спецстроймонтаж»  | 1,51 млрд  | Протяженность мостового перехода вместе с подходами составляет 2,636 км, он относится к V технической категории с 1 полосой движения шириной 4,5 м, тип дорожной одежды — «низший» (грунтовка — ИФ). Расчетная скорость движения — 40-60 км/ч. Длина самого моста составляет 303,267 м, ширина — 6,5 м, опоры — железобетонные, пролеты — металлические. Строительство моста было начато в 2016 году, сдан в эксплуатацию в октябре 2019 года. |
| Участок                                                          | 695-728   |             |                        |            | В январе 2023 года было дано положительное заключение госэкспертизы на строительство 30-км участка с 695 по 728 километр до конца 2024 года. |
| Мостовой переход р. Малый Чаун 68°01′20″ с. ш. 171°45′52″ в. д.  | 704       | 2019-2021   | ООО «Спецстроймонтаж»  | 1,332 млрд | Подрядчик по результату тендера 2019г должен построить мостовой переход, протяженностью 2,05 км, длина собственно моста — 144 метра. Ширина проезжей части моста и прилегающей к нему дороги — 4,5 м, ширина земляного полотна — 8 м. Металлические пролеты будут держаться на железобетонных опорах. Покрытие дороги — грунтовое, а моста — цементобетонное. Срок работ: 25 апреля 2019 г — 1 октября 2021 года. «Спецстроймонтаж» — единственная компания, принявшая участие в торгах. По результатам рассмотрения заявки участника электронного аукциона комиссия признала ее соответствующей выставленным требованиям. Сдан в эксплуатацию в октябре 2021 года. |
| Мостовой переход р. Мильгувеем 68°04′10″ с. ш. 172°06′20″ в. д.  | 722       | 2020-2022   | ООО «Спецстроймонтаж»  | 2,225 млрд | СпецСтройМонтаж в 2020 году выиграл тендер на строительство мостового перехода через реку Мильгувеем на 722 км. Сроки выполнения работ по контракту — июль 2020 года — октябрь 2022 года. 13 октября 2020 Тульский металлопрокатный завод завершил поставку металлоконструкций моста. Объем поставленных конструкций 800 тонн, длина моста 219,8 погонных метров. Протяжённость с подходами составляет 5,4 км. Строительство завершено 11 октября 2022 года. |
| Участок                                                          | 742-749   | 2011-2013   | ООО «ИНКОМНЕФТЕРЕМОНТ» | 0,2 млрд   | |
| Участок                                                          | 749-754   | 2011-2013   | ООО «ИНКОМНЕФТЕРЕМОНТ» | 0,14 млрд  | |
| Участок                                                          | 780-798   | 2011-2013   | ООО «ИНКОМНЕФТЕРЕМОНТ» | 0,6 млрд   | |
| г. Анадырь                                                       | 1400      | —           | —                      | —          | — |

ООО «Спецстроймонтаж» за пять лет получила более 20 контрактов от госструктур Чукотки на строительство и содержание автодорог на общую сумму более 9 млрд. (суммарно 15,5 млрд)

### Подъездные дороги в Билибинском и Чаунском районах

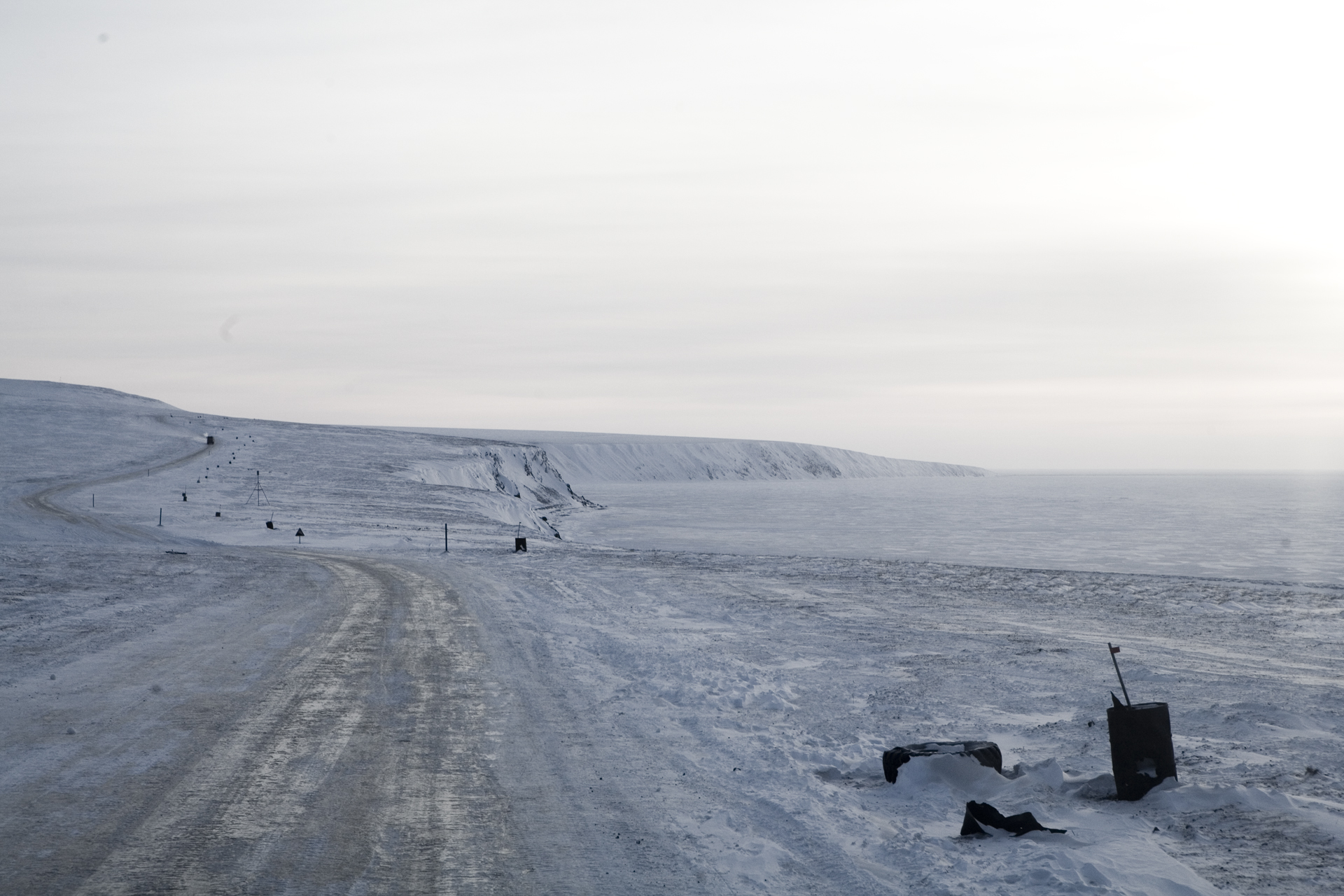
Участок автодороги Певек-Купол

Ранее ещё в 2003 году был возведён мост через реку Паляваам (68°43′23″ с. ш. 173°48′57″ в. д.) на дороге «Певек — Билибино» (предприятием ООО «Артель старателей Чукотка»).
Контракт на мостовой перехода через реку Погынден зимника «Билибино — Анюйск» заключен в 2008 году.

### Автосообщение между Певеком и Баимской рудной зоной
Стоимость строительства автомобильной дороги от золоторудного месторождения Песчанка до порта Певек протяжённостью 523 км составит 41,5 млрд рублей.

## Финансовая сторона
Финансирование проекта осуществляется в рамках федеральной целевой программы «Экономическое и социальное развитие Дальнего Востока и Забайкалья на период до 2013 года» и «Совершенствование и развитие сети автомобильных дорог Чукотского автономного округа на 2010—2013 годы». Общая смета строительства в ценах 2012 года составляет порядка 150 млрд рублей. Для сравнения — стоимость ежегодного северного завоза на территорию Чукотки оценивается в 3 млрд рублей (без учёта складирования и хранения).

## Критика
Существуют мнения, что реализация проекта окажется крайне неэффективной ввиду колоссальных финансовых затрат и технологической сложности проекта. Также указывается на очень низкую степень автомобилизации Чукотки (в 3 раза меньше Москвы и в 5 раз ниже Магаданщины ).
На дороге «Колыма — Омсукчан — Омолон» к марту 2018 года построено 25 километров. Если исходить из того, что оставшееся расстояние составляет порядка 600 км, то при таких темпах строительства дорогу закончат к 2086 году. Перспективы строительства автотрассы «Колыма — Анадырь» в ближайшее время туманны.